# Johnny Klebitz
Jonathan « Johnny » Klebitz, parfois appelé « Johnny the Jew » dans les jeux, est un personnage de jeu vidéo issu de la série Grand Theft Auto. Il est le protagoniste principal incarné par le joueur dans The Lost and Damned édité en 2009 sur Xbox 360, puis sur PlayStation 3 et PC début 2010. Johnny Klebitz est doublé par Scott Hill.

## Biographie fictive
Né en 1974 à Acter, dans l'Alderney, Johnny vit dès le plus jeune âge comme un biker, et semblerait avoir démarré ses activités criminelles aux alentours de 1991 et 1994. De confession juive, il fait partie du gang de bikers appelés « The Lost Motorcycle Club » qui opère dans sa propre région natale, ainsi que dans la ville proche, Liberty City. Il a 34 ans lors des évènements de Grand Theft Auto IV, et de The Lost and Damned, qui se déroulent en 2008.
Contrairement au président du club Billy Grey, il est plus pacifiste, et veut arrêter la guerre qui l'oppose depuis des années à l'autre gang rival, les Angels of Death. En effet, Johnny, alors que Billy est en cure de désintoxication, réussit à garder le Lost MC dans une paix avec les autres clans. Commencera alors un conflit idéologique entre les deux personnages. Mais quand il s'agit d'attaquer, les méthodes de Johnny Klebitz changent radicalement de celles de Niko Bellic : fusil à canon scié, et lance-grenades. Il est amené à travailler pour plusieurs personnes, et à croiser plusieurs fois la route de Niko Bellic, le personnage principal de Grand Theft Auto IV. Il est d'ailleurs le responsable de l'enlèvement de Roman Bellic, le cousin de Niko. Johnny perdra plusieurs de ses amis, tués par Niko. Il se voit obligé à la fin de partir de son côté lorsqu'il tue Billy, puis le groupe du Lost MC éclate et leur planque est brûlée. Il quitte Liberty City pour s'installer à Los Santos avec les membres du Lost qui lui sont restés fidèles. Il y fait la rencontre de Trevor Philips (l'un des trois protagoniste de Grand Theft Auto V).
Johnny décède dans le désert de San Andreas sous les coups de Trevor à la suite d'une dispute à cause d'Ashley (déjà impliquée dans beaucoup d'incident dans l’extension The Lost and Damned).

## Développement
Les scénaristes de Rockstar Games font apparaître Johnny Klebitz en tant que personnage secondaire dans deux missions Grand Theft Auto IV. En 2023, Rockstar décide de faire réapparaître le personnage, en dépit de sa mort scénaristique, sur Grand Theft Auto Online en tant que « fantôme » qui sert « à hanter les joueurs »,.